# Skwierczyn-Dwór
Skwierczyn-Dwór [ˈskfjɛrt͡ʂɨn ˈdvur] est un village polonais de la gmina de Repki dans le powiat de Sokołów et dans la voïvodie de Mazovie, au centre-est de la Pologne.